# 도르래 신경핵
도르래 신경의 핵인 도르래 신경핵(trochlear nucleus, /ˈtrɒklɪər/)은 중뇌 중앙의 운동핵으로 도르래신경(뇌신경 IV)을 발생시킨다.

## 같이 보기
- 덧눈돌림 신경핵
- 안쪽세로다발의 입쪽 사이질핵